# Старозбур'ївська сільська рада
Старозбу́р'ївська сільська́ ра́да — адміністративно-територіальна одиниця та орган місцевого самоврядування в Голопристанському районі Херсонської області. Адміністративний центр — село Стара Збур'ївка.

## Загальні відомості
- Територія ради: 0,469 км²
- Населення ради: 2 428 осіб (станом на 2001 рік)
- Водоймища на території ради: залив Збур'ївський Кут, річка Канава

## Населені пункти
Сільській раді підпорядковані населені пункти:
- с. Стара Збур'ївка

## Склад ради
Рада складається з 16 депутатів та голови.
- Голова ради: Маруняк Віктор Васильович
- Секретар ради: Росторгуєва Ольга Василівна

### Керівний склад попередніх скликань
| Прізвище, ім'я, по батькові | Основні відомості                                                 | Дата обрання | Дата звільнення |
| --------------------------- | ----------------------------------------------------------------- | ------------ | --------------- |
| Маруняк Віктор Васильович   | Сільський голова, 1962 року народження, освіта вища               | 26.03.2006   | 31.10.2010      |
| Маруняк Віктор Васильович   | Сільський голова, 1962 року народження, освіта вища, безпартійний | 31.10.2010   |                 |

Примітка: таблиця складена за даними сайту Верховної Ради України

### Депутати
За результатами місцевих виборів 2010 року депутатами ради стали:

#### За суб'єктами висування
| Суб'єкт висування                 | Кількість обраних депутатів | %    |
| --------------------------------- | --------------------------- | ---- |
| Самовисування                     | 8                           | 50   |
| Партія регіонів                   | 5                           | 31,3 |
| Комуністична партія України       | 1                           | 6,3  |
| Народна партія                    | 1                           | 6,3  |
| Політична партія «Сильна Україна» | 1                           | 6,3  |

#### За округами
| № округу                          | Прізвище, ім'я, по батькові     | Дата визнання обраним | Освіта             | Партійна приналежність                  | Відомості про обраного депутата                                    |
| --------------------------------- | ------------------------------- | --------------------- | ------------------ | --------------------------------------- | ------------------------------------------------------------------ |
| Комуністична партія України       |                                 |                       |                    |                                         |                                                                    |
| 2                                 | Капуста Володимир Григорович    | 05.11.2010            | середня            | член Комуністичної партії України       | пенсіонер                                                          |
| Народна Партія                    |                                 |                       |                    |                                         |                                                                    |
| 1                                 | Расторгуєва Ольга Василівна     | 05.11.2010            | вища               | член Народної партії                    | Старозбур'ївська сільська рада, секретар                           |
| Партія регіонів                   |                                 |                       |                    |                                         |                                                                    |
| 4                                 | Бобровник Юрій Матвійович       | 05.11.2010            | середня            | член Партії регіонів                    | пенсіонер                                                          |
| 8                                 | Бакаєв Анатолій Іванович        | 05.11.2010            | середня спеціальна | член Партії регіонів                    | Старозбур'ївська загальноосвітня школа, завгосп                    |
| 12                                | Бородін Віктор Григорович       | 05.11.2010            | середня спеціальна | член Партії регіонів                    | тимчасово не працює                                                |
| 14                                | Дорошенко Людмила Миколаївна    | 05.11.2010            | середня спеціальна | член Партії регіонів                    | Старозбур'ївська загальноосвітня школа, керівник                   |
| 16                                | Пиріг Василь Васильович         | 15.11.2010            | вища               | член Партії регіонів                    | приватний підприємець                                              |
| Політична партія «Сильна Україна» |                                 |                       |                    |                                         |                                                                    |
| 3                                 | Дударь Микола Григорович        | 05.11.2010            | середня спеціальна | член Політичної партії «Сильна Україна» | Чорноморський біосферний заповідник, заступник директора           |
| Самовисування                     |                                 |                       |                    |                                         |                                                                    |
| 5                                 | Яценко Світлана Олександрівна   | 05.11.2010            | вища               | позапартійна                            | Старозбур'ївська санаторна школа-інтернат, вчитель молодших класів |
| 6                                 | Гудаченко Наталія Володимирівна | 05.11.2010            | вища               | позапартійна                            | Старозбур'ївська санаторна школа-інтернат, вихователь              |
| 7                                 | Соловйова Жанетта Володимрівна  | 05.11.2010            | середня спеціальна | позапартійна                            | Юридичний консультант                                              |
| 9                                 | Шавалда Сергій Вікторович       | 05.11.2010            | середня спеціальна | позапартійний                           | пенсіонер                                                          |
| 10                                | Гончарук Анатолій Леонідович    | 05.11.2010            | вища               | позапартійний                           | Старозбур'ївська санаторна школа-інтернат, вихователь              |
| 11                                | Малашкіна Любов Данилівна       | 05.11.2010            | вища               | позапартійна                            | пенсіонер                                                          |
| 13                                | Маханько Ганна Володимрівна     | 05.11.2010            | вища               | позапартійна                            | База відпочинку «Збур'ївський кут», адміністратор                  |
| 15                                | Кобзар Олександр Володимирович  | 05.11.2010            | вища               | позапартійний                           | тимчасово не працює                                                |

## Населення
Згідно з переписом УРСР 1989 року чисельність наявного населення сільської ради становила 2600 осіб, з яких 1293 чоловіки та 1307 жінок.
За переписом населення України 2001 року в сільській раді мешкала 2661 особа.

### Мова
Розподіл населення за рідною мовою за даними перепису 2001 року:
| Мова       | Відсоток |
| ---------- | -------- |
| українська | 85,79 %  |
| російська  | 13,80 %  |
| білоруська | 0,16 %   |
| молдовська | 0,08 %   |
| вірменська | 0,04 %   |